# Hypsiboas ornatissimus
Hypsiboas ornatissimus är en groddjursart som först beskrevs av Noble 1923.  Hypsiboas ornatissimus ingår i släktet Hypsiboas och familjen lövgrodor. IUCN kategoriserar arten globalt som livskraftig. Inga underarter finns listade i Catalogue of Life.